# Gare de Commune
La gare de Commune est une ancienne halte ferroviaire belge de la ligne 131, de Y Bois-de-Nivelles à Fleurus et Y Noir-Dieu (Gilly). Elle était située près des hameaux de Commune et de Bois-de-Nivelles, à la limite entre les provinces wallonnes du Brabant wallon et du Hainaut.
La ligne 124 de Bruxelles à Charleroi passe à proximité.

## Situation ferroviaire
Établie à 156 mètres d'altitude, la gare de Commune était située au point kilométrique (PK) 23,1 de la ligne 131, de Y Bois-de-Nivelles à Fleurus et Y Noir-Dieu (Gilly), entre la gare de Rèves et le point d'arrêt de Bois-de-Nivelles (second du nom). Avant la création de ce dernier, la gare de Commune était appelée Bois de Nivelles. La bifurcation Y Bois-de-Nivelles se trouve à près de 500 m en amont.
La limite entre les communes de Pont-à-Celles (Hainaut) et Nivelles (Brabant) traverse les emprises de la gare ; le bâtiment et une partie des anciens quais se trouvant sur cette dernière commune. Le hameau appelé Commune se trouve en revanche dans le Hainaut.

## Histoire
Le point d'arrêt de Bois-de-Nivelles, administré depuis la gare de Rèves, est mis en service le 15 novembre 1881, par les Chemins de fer de l'État belge sur la ligne de Fleurus à la bifurcation de Bois-de-Nivelles, en service depuis 1876. Le nombre de voyageurs étant jugé trop faible, elle ferme le 1er août 1884. L'emplacement de ce premier arrêt est mal connu et devait se situer à mi-chemin entre les futures gares de Commune et Bois-de-Nivelles.
Il est cependant décidé de retenter en créant un point d'arrêt au passage à niveau de la route de Gosselies, actuelle chaussée de Charleroi. Ouvert le 1er août 1885, il adopte cette fois-ci le nom du hameau de Commune, plus proche. Plus tard, en 1898, un point d'arrêt de Bois-de-Nivelles sera créé sur la ligne 124 en aval de la bifurcation.
Le point d'arrêt de Commune accède au statut de halte le 15 octobre 1894 et, malgré l'absence de pont à peser et de voie de garage, joue un rôle utile au chargement des betteraves sucrières. En dehors de ce trafic saisonnier, la gare ne peut pas être utilisée pour les marchandises jusqu'à l'année 1896.
La construction du bâtiment des recettes est adjugée le 29 juillet 1897 pour un prix d'environ 11 450 francs. Il est doté d'une salle d'attente, d'un guichet, de locaux de service et d'un magasin pour les colis. Le logement de fonction se trouve à l'étage.
Vers 1909-1910, la ligne est mise à double voie entre la bifurcation de Bois-de-Nivelles et la gare de Rèves, afin de faciliter le croisement entre les trains et le transit de lourds trains de minerai vers Clabecq. La seconde voie a cependant déjà disparu en 1956 lors de la fermeture de la ligne.
Rétablis après la guerre, les trains de voyageurs de Nivelles à Fleurus disparaissent en 1952. La courte section vers la jonction de Bois-de-Nivelles est démontée en 1954 tandis que celle en impasse menant à Rèves ferme aux marchandises en 1956 et est démantelée dans la foulée. Les ultimes restants de la ligne 131, de part et d'autre de Fleurus, serviront aux marchandises jusqu'en 1983. Sur la ligne 124, le point d'arrêt de Bois-de-Nivelles reste desservi jusque 1964.

## Patrimoine ferroviaire
Le bâtiment des recettes correspond au plan type 1893 des Chemins de fer de l’État belge bâti en de nombreux exemplaires avec une multiplicité de variations. Celui de Commune se pare d'une façade avec des bandeaux décoratifs de briques plus claires avec de faux arcs de décharge surplombant les ouvertures. L'aile principale, placée à droite du corps de logis, comporte quatre travées mais plusieurs fenêtres de cette aile et de l'aile de service sont absentes côté rue. Situé sur la même ligne, le bâtiment type 1893 de la gare de Villers-Perwin, démolie en 1955, possédait quelques similitudes avec celui de Commune.
Le bâtiment de la gare, revendu par l'administration des domaines, est devenu une ferme avec un garage aménagé dans l'ancienne aile de service et un hangar agricole bâti en partie sur l'assiette des voies. La maison de garde-barrière est également réhabilitée.